# Carl Willis
Carl Blake Willis (né le 28 décembre 1960 à Danville, Virginie, États-Unis) est un ancien joueur de baseball professionnel qui en 2015 est l'instructeur des lanceurs des Red Sox de Boston de la Ligue majeure de baseball.
Lanceur de relève durant 9 saisons au niveau majeur de 1984 à 1995, il fait partie de l'équipe des Twins du Minnesota championne de la Série mondiale 1991.
Il est instructeur chargé des lanceurs chez les Indians de Cleveland de 2003 à 2009 et chez les Mariners de Seattle de 2010 à 2013.

## Carrière

### Joueur
Carl Willis est drafté une première fois le 7 juin 1982 par les Giants de San Francisco. Il repousse l'offre et poursuit ses études supérieures à l'Université de Caroline du Nord à Wilmington.
Willis rejoint les rangs professionnels à la suite de la draft de juin 1983 au cours de laquelle il est sélectionné par les Tigers de Détroit. Il débute en Ligue majeure le 9 juin 1984 avant d'être transféré chez les Reds de Cincinnati le 1er septembre 1984.
Il passe chez les White Sox de Chicago le 19 janvier 1988 au terme d'un échange contre Darrell Pruitt. Il passe ensuite deux saisons en Ligues mineures avec les organisations des Angels de Los Angeles (1989) et des Indians de Cleveland (1990) avant de retrouver la Ligue majeure avec les Twins du Minnesota de 1991 à 1995. Il prend part à la victoire des Twins du Minnesota lors de la Série mondiale 1991.
Libéré de son contrat chez les Twins du Minnesota le 4 mai 1995, Willis revient chez les Angels en juin mais évolue seulement en Triple-A lors de la deuxième partie de la saison 1995.

### Entraîneur
Willis rejoint l'organisation des Indians de Cleveland comme instructeur en 1997. Après être passé par les Ligues mineures, il est instructeur chargé des lanceurs des Indians depuis 2003.
En août 2010, il devient instructeur des lanceurs des Mariners de Seattle, remplaçant Rick Adair.
Willis supervise trois gagnants du trophée Cy Young du meilleur lanceur de la Ligue américaine : CC Sabathia (lauréat du prix en 2007) et Cliff Lee (en 2008) à Cleveland, et Félix Hernández (en 2010) chez les Mariners.
Quittant les Mariners après la saison 2013, il accepte un poste d'assistant spécial chez les Indians de Cleveland, qui lui offrent pour 2015 le poste d'instructeur des lanceurs des Clippers de Columbus, un de leurs clubs affiliés en ligues mineures. Après un seul mois à Columbus, il quitte le 9 mai 2015 pour accepter un nouveau poste d'instructeur des lanceurs au niveau majeur : celui des Red Sox de Boston, qui viennent de congédier Juan Nieves.